# Meriden (Kansas)
Meriden és una població dels Estats Units a l'estat de Kansas. Segons el cens del 2000 tenia 706 habitants.

## Demografia
Segons el cens del 2000, Meriden tenia 706 habitants, 260 habitatges, i 198 famílies. La densitat de població era de 757,2 habitants/km².
Dels 260 habitatges en un 45,4% hi vivien nens de menys de 18 anys, en un 54,6% hi vivien parelles casades, en un 16,9% dones solteres, i en un 23,5% no eren unitats familiars. En el 20,4% dels habitatges hi vivien persones soles el 6,9% de les quals corresponia a persones de 65 anys o més que vivien soles. El nombre mitjà de persones vivint en cada habitatge era de 2,72 i el nombre mitjà de persones que vivien en cada família era de 3,14.
Per edats la població es repartia de la següent manera: un 32,4% tenia menys de 18 anys, un 7,8% entre 18 i 24, un 33,7% entre 25 i 44, un 16,9% de 45 a 60 i un 9,2% 65 anys o més.
L'edat mediana era de 31 anys. Per cada 100 dones de 18 o més anys hi havia 94,7 homes.
La renda mediana per habitatge era de 40.221 $ i la renda mediana per família de 45.278 $. Els homes tenien una renda mediana de 35.515 $ mentre que les dones 25.769 $. La renda per capita de la població era de 16.008 $. Entorn del 4,5% de les famílies i el 5,9% de la població estaven per davall del llindar de pobresa.

## Poblacions més properes
El següent diagrama mostra les poblacions més properes.